# Бийка (село)
Бийка — село в Турочакском районе Республики Алтай. Является административным центром Бийкинского сельского поселения.

## История
Село основано в 1932 году, когда в этих местах создали поселение для рабочих-золотодобытчиков, в основном это были ссыльные.
В 1958—59 годах образовался леспромхоз, в начале 1960-х годов переименованный в лесокомбинат, в который входили лесничество, лесхоз, ОРС. Был Бийкинский стройучасток, который возводил дороги к лесным массивам, подлежащим вырубке.
В 1958 году основана начальная школа, на основе которой уже в 1960-е годы сформирована «десятилетка». В 2014 году при школе был организован музей, в основу которого легло сохранение истории лесокомбината. Также часть музейной экспозиции планируется посвятить истории школы и культуре челканского народа.
В 2013 году появилось устойчивое электроснабжение, а с ним — мобильная связь и Интернет. До этого электричество включали на несколько часов в сутки.
В 2018 году открыт пожарный пост.

## География
Центральная часть населённого пункта расположена на высоте 600 метров над уровнем моря.
Находится в горнотаёжной местности в 80 километрах (из них 48 — по гравийной дороге) от районного центра — села Турочак. Расположено в месте слияния рек Клык и Бийка. Через село проходит дорога в Алтайский государственный заповедник — село Яйлю.
В селе 15 улиц: Алтайская, Береговая, Боровая, Заречная, им. В.И. Ветрова, Кедровая, Клыкская, Лесная, Молодёжная, Набережная, Новая, Рабочая, Солнечная, Центральная, Школьная. 
На расстоянии 29 километров по лесной дороге находится Садринское озеро. 

## Население
| 2010 | 2011 | 2012 | 2013 | 2014 | 2015 | 2016 |
| ---- | ---- | ---- | ---- | ---- | ---- | ---- |
| 571  | ↗572 | ↘557 | ↘549 | ↘542 | ↘538 | ↘537 |

## Инфраструктура
Действуют Бийкинская средняя школа, дом культуры, детский сад, фельдшерско-акушерский пункт, магазины, кафе.
Главные предприятия — деревообрабатывающий завод, пилорама, лесозаготовка.

## Культура
В Бийке есть своя вокальная группа — «Ивушки», которая выступает на различных праздниках и мероприятиях.